# Свамі Шивананда Сарасваті
Свамі Шивананда Сарасваті (англ. Swami Sivananda Saraswati; 8 серпня 1887, Паттамадай — † 14 липня 1963, Рішікеш) — відомий індійський майстер йоги, індуїстський гуру, медик.

## Біографія
Родився у сім'ї сільського податкового інспектора. Надзвичайно обдарований, Шивананда у юності був актором-аматором, спортсменом, але вибрав своєю професією медицину. Блискуче завершивши освіту, Шивананда, разом з медичною практикою, видає журнал «Амброзія», покликаний служити поширенню знань про гігієну, здоров'я, йогу і аюрведу. 
З 1913 по 1922 Ш. працює лікарем в Малаї (нинішня Малайзія).
В 1924 Шивананда опинився в Рішикешу. Там він був ініційований в санн'яси чернечого ордена Сарасваті.
В 1936 створює «Спільноту божественного життя» , що існує і до цього дня з відділеннями в різних регіонах Індії та світу.

## Українські видання праць
- «Йога и здоровье» серії «Око відродження» київського видавництва «Софія» потрапила у перелік Книжка 1999 року